# Набережне сільське поселення
На́бережне сільське поселення (рос. Набережное сельское поселение) — муніципальне утворення у складі Ромодановського району Мордовії, Росія. Адміністративний центр — селище Ромодановський махоркосовхоз.

## Історія
Станом на 2002 рік існували Курмачкаська сільська рада (село Курмачкаси, присілок Васильєвка) та Набережна сільська рада (село Голубцовка, селища Атьма, Атьмінський, Ромодановський махоркосовхоз).
17 травня 2018 року було ліквідовано Курмачкаське сільське поселення, його територія увійшла до складу Набережного сільського поселення.

## Населення
Населення — 809 осіб (2019, 934 у 2010, 1031 у 2002).

## Склад
До складу поселення входять такі населені пункти:
| Населений пункт                      | Населення, осіб (2002) | Населення, осіб (2010) |
| ------------------------------------ | ---------------------- | ---------------------- |
| Атьма, селище                        | 30                     | 31                     |
| Атьмінський, селище                  | 17                     | 16                     |
| Васильєвка, присілок                 | 81                     | 58                     |
| Голубцовка, село                     | 38                     | 30                     |
| Курмачкаси, село                     | 288                    | 272                    |
| Ромодановський махоркосовхоз, селище | 577                    | 527                    |